# Liste der Kulturdenkmale in Gohrisch

Wappen von Gohrisch

Die Liste der Kulturdenkmale in Gohrisch enthält die Kulturdenkmale in der Gemeinde Gohrisch. Die Anmerkungen sind zu beachten.
Diese Liste ist eine Teilliste der Liste der Kulturdenkmale im Landkreis Sächsische Schweiz-Osterzgebirge.
Diese Liste ist eine Teilliste der Liste der Kulturdenkmale in Sachsen.

## Legende
- Bild: Bild des Kulturdenkmals, ggf. zusätzlich mit einem Link zu weiteren Fotos des Kulturdenkmals im Medienarchiv Wikimedia Commons. Wenn man auf das Kamerasymbol klickt, können Fotos zu Kulturdenkmalen aus dieser Liste hochgeladen werden:
- Bezeichnung: Denkmalgeschützte Objekte und ggf. Bauwerksname des Kulturdenkmals
- Lage: Straßenname und Hausnummer oder Flurstücknummer des Kulturdenkmals. Die Grundsortierung der Liste erfolgt nach dieser Adresse. Der Link (Karte) führt zu verschiedenen Kartendiensten mit der Position des Kulturdenkmals. Fehlt dieser Link, wurden die Koordinaten noch nicht eingetragen. Sind diese bekannt, können sie über ein Tool mit einer Kartenansicht einfach nachgetragen werden. In dieser Kartenansicht sind Kulturdenkmale ohne Koordinaten mit einem roten bzw. orangen Marker dargestellt und können durch Verschieben auf die richtige Position in der Karte mit Koordinaten versehen werden. Kulturdenkmale ohne Bild sind an einem blauen bzw. roten Marker erkennbar.
- Datierung: Baubeginn, Fertigstellung, Datum der Erstnennung oder grobe zeitliche Einordnung entsprechend des Eintrags in der sächsischen Denkmaldatenbank
- Beschreibung: Kurzcharakteristik des Kulturdenkmals entsprechend des Eintrags in der sächsischen Denkmaldatenbank, ggf. ergänzt durch die dort nur selten veröffentlichten Erfassungstexte oder zusätzliche Informationen
- ID: Vom Landesamt für Denkmalpflege Sachsen vergebene, das Kulturdenkmal eindeutig identifizierende Objekt-Nummer. Der Link führt zum PDF-Denkmaldokument des Landesamtes für Denkmalpflege Sachsen. Bei ehemaligen Kulturdenkmalen können die Objektnummern unbekannt sein und deshalb fehlen bzw. die Links von aus der Datenbank entfernten Objektnummern ins Leere führen. Ein ggf. vorhandenes Icon  führt zu den Angaben des Kulturdenkmals bei Wikidata.

## Kurort Gohrisch
| Bild                                    | Bezeichnung | Lage                                       | Datierung                             | Beschreibung | ID       |
| --------------------------------------- | --- | ------------------------------------------ | ------------------------------------- | --- | -------- |
| Direkt Bild zu diesem Denkmal hochladen | Steinbank | (Karte)                                    | bez. 1843                             | Steinerne Sitzbank mit Inschrift, ortsgeschichtlich von Bedeutung. Inschrift: „Errichtet im Jahre 1843 von Carl Thomas sen. Aufseher der Königsteiner Communwaldung“. | 09223867 |
| Direkt Bild zu diesem Denkmal hochladen | Salzlecke | (Karte)                                    | Ende 18. Jh.                          | quadratischer Sandsteintrog, jagd- und kulturgeschichtlich von Bedeutung | 09223866 |
|                                         | Wohnhaus | Dorfplatz 185 (Karte)                      | Anfang 19. Jh.                        | Obergeschoss Fachwerk verbrettert, baugeschichtlich von Bedeutung | 09223678 |
|                                         | Villa | Heideweg 90 (Karte)                        | um 1900                               | Putzbau mit seitlichem Turm, holzverkleidetem Vorbau und Schmuckfachwerk, baugeschichtlich von Bedeutung. | 09223704 |
|                                         | Villa mit Einfriedung | Heideweg 92 (Karte)                        | um 1910                               | Putzbau mit Schmuckfachwerk und aufwändiger Verglasung, baugeschichtlich von Bedeutung | 09223705 |
|                                         | Wohnstallhaus und Scheune eines Gehöfts | Hörnelweg 170 (Karte)                      | bez. 1845                             | Wohnstallhaus Türsturz bezeichnet, Scheune Obergeschoss Fachwerk, zum Teil verbrettert, baugeschichtlich und wirtschaftsgeschichtlich von Bedeutung | 09223679 |
|                                         | Villa | Königsteiner Straße 1 (Karte)              | um 1900                               | Putzbau mit Bossen gequadertem Sockelgeschoss und Eckerker, Zierfachwerk in den Giebeln, baugeschichtlich von Bedeutung | 09223697 |
|                                         | Haide-Haus: Villa mit Gartenpavillon | Königsteiner Straße 4 (Karte)              | bez. 1900                             | Villa, Gartenpavillon, Torpfeiler der alten Einfahrt, dazu Garten – repräsentatives Gebäude mit Jugendstil- und Heimatstilelementen, Holzbalkon, verbretterter Giebel und Wetterfahne bezeichnet, Rotbuche und Rhododendron südwestlich der Villa im Garten, baugeschichtlich von Bedeutung | 09223696 |
|                                         | Wohnhaus und zwei Torpfeiler | Königsteiner Straße 9 (Karte)              | um 1900                               | Obergeschoss Fachwerk verbrettert, Drempel, übergiebelter Mittelteil in Fachwerkkonstruktion, baugeschichtlich von Bedeutung | 09223695 |
|                                         | Gasthof mit Saalanbau | Königsteiner Straße 11 (Karte)             | Mitte 19. Jh.                         | zweiteiliges Gaststättengebäude mit älterem Gasthof und jüngerem Saalanbau, baugeschichtlich und ortsgeschichtlich von Bedeutung | 09223694 |
|                                         | Kurhaus Gohrisch | Königsteiner Straße 14 (Karte)             | um 1900                               | Kurhaus und Einfriedung – großer zweigeschossiger Putzbau mit Dachtürmchen, Holzanbau und Schmuckfachwerk, baugeschichtlich und ortsgeschichtlich von Bedeutung. | 09223693 |
|                                         | Wohnstallhaus und Seitengebäude eines Gehöfts                                                                                              | Neue Hauptstraße 109a (Karte)              | 1. Hälfte 19. Jh., Nebengebäude älter | Wohnstallhaus Obergeschoss Fachwerk verbrettert, Seitengebäude Obergeschoss Fachwerk, zum Teil verbrettert, baugeschichtlich und wirtschaftsgeschichtlich von Bedeutung. | 09223692 |
|                                         | Transportable Raumerweiterungshalle (REH)                                                                                                  | Neue Hauptstraße 110 (bei) (Karte)         | 1972 (REH)                            | Transportable Raumerweiterungshalle (REH, auch „Ziehharmonika“ genannt), Typ „Variant“ (1966–1978) – Zeugnis mobiler Architektur und Elementbauweise in der DDR von großem baugeschichtlichem und wissenschaftlichem Wert sowie mittlerweile von Seltenheitswert. | 09305652 |
|                                         | Wohnstallhaus und Auszugshaus eines ehemaligen Bauernhofes                                                                                 | Neue Hauptstraße 110; 110a (Karte)         | bez. 1816                             | langgestrecktes Wohnstallhaus, Obergeschoss Fachwerk, Nummer 110, Auszüglerhaus Obergeschoss Fachwerk verbrettert, Nummer 110a, baugeschichtlich und wirtschaftsgeschichtlich von Bedeutung. Wohnstallhaus: mit zwei Korbbogentüren, eine bezeichnet. | 09223691 |
|                                         | Wohnhaus | Neue Hauptstraße 111 (Karte)               | bez. 1799                             | Obergeschoss Fachwerk verbrettert, Korbbogentür im Schlussstein bezeichnet, baugeschichtlich von Bedeutung | 09223690 |
|                                         | Wohnstallhaus eines Bauernhofes | Neue Hauptstraße 116 (Karte)               | Mitte 19. Jh.                         | Wohnstallhaus Obergeschoss Fachwerk, baugeschichtlich und wirtschaftsgeschichtlich von Bedeutung | 09223688 |
|                                         | Denkmal für die Gefallenen des Ersten Weltkrieges                                                                                          | Neue Hauptstraße 116 (vor) (Karte)         | nach 1918 (Kriegerdenkmal)            | Kriegerdenkmal – Steinkubus mit Inschrifttafel, ortsgeschichtlich von Bedeutung. Entwurf und Ausführung des Kriegerdenkmals mit dem Motto „Die Enkel werden uns rächen“ durch den Dresdner Architekten J. Arthur Bohlig in Zusammenarbeit mit Georg Türke und im Auftrag des Jugendvereins Gohrisch, Weihung am 8. Mai 1921, ursprünglich befand sich auf der Inschriftentafel eine Sandsteinfigur „Junge mit Stahlhelm und Schwert“, 1921 von Georg Türke geschaffen. | 09223687 |
|                                         | Südliches Wohnstallhaus und westliches Seitengebäude eines Dreiseithofes                                                                   | Neue Hauptstraße 120 (Karte)               | bez. 1804                             | Wohnstallhaus Obergeschoss Fachwerk verbrettert, Korbbogentür im Schlussstein bezeichnet, Seitengebäude Obergeschoss Fachwerk verkleidet, baugeschichtlich und wirtschaftsgeschichtlich von Bedeutung | 09223683 |
|                                         | Ehemaliges Wohnstallhaus | Neue Hauptstraße 121 (Karte)               |                                       | Ehemaliges Wohnstallhaus; Obergeschoss Fachwerk verbrettert, Korbbogentür bezeichnet, baugeschichtlich von Bedeutung. | 09223681 |
|                                         | Ehemaliges Wohnstallhaus | Neue Hauptstraße 122 (Karte)               | Anfang 19. Jh.                        | Obergeschoss Fachwerk verbrettert, baugeschichtlich von Bedeutung | 09223682 |
|                                         | Spritzenhaus | Neue Hauptstraße 122 (bei) (Karte)         | 19. Jh.                               | kleiner Sandsteinquaderbau mit Satteldach, ortsgeschichtlich von Bedeutung | 09223686 |
|                                         | Hauffe-Gedenkstein | Neue Hauptstraße 122 (vor) (Karte)         | 1894                                  | Gedenkstein für Adelbert Hauffe mit Bekrönung und Inschrift, ortsgeschichtlich von Bedeutung. „Dem Begründer der Sommerfrische Gohrisch Adelbert Hauffe gewidmet zur 25jährigen Jubelfeier 1894 / Erneuert zur 500-Jahr-Feier des Ortes 1437–1937“. | 09223685 |
|                                         | Ehemaliges Wohnstallhaus und Scheune eines Bauernhofes                                                                                     | Neue Hauptstraße 123a (Karte)              | 1. Hälfte 19. Jh.                     | Wohnstallhaus Obergeschoss Fachwerk verbrettert, Scheune verbrettert, baugeschichtlich und wirtschaftsgeschichtlich von Bedeutung | 09223680 |
|                                         | Wohnhaus | Papstdorfer Straße 130a (Karte)            | um 1905                               | villenartiges Gebäude mit Schmuckfachwerk und verzierten Holzbalkons, baugeschichtlich von Bedeutung | 09223675 |
|                                         | Sachgesamtheit Ehemaliges Gästehaus mit den Einzeldenkmalen: Hotelgebäude inkl. Verbindungsbau und Rotundensaal und Erweiterungsbauten     | Papstdorfer Straße 131; 131b; 131c (Karte) | 1958 (altes Gästehaus)                | Sachgesamtheit ehemaliges Gästehaus des Ministerrates der DDR in Gohrisch mit folgenden Einzeldenkmalen: Hotelgebäude inklusive Verbindungsbau und Rotundensaal von 1958 (mit zahlreichen zeitgenössischen Gestaltungsdetails), Erweiterungsbau von 1969 (Treppenhausgestaltung u. a. von Rudolf Sitte, Suite von Schostakowitsch) und Verwalter- und Lehrlingshaus (Einzeldenkmalliste ID-Nr. 09223676) sowie umgebende Parkanlage (Gartendenkmal) – Anlage von besonderer geschichtlicher Bedeutung. | 09302734 |
|                                         | Hotelgebäude inkl. Verbindungsbau und Rotundensaal, Erweiterungsbau sowie Verwalter- und Lehrlingshaus (Einzeldenkmale zu ID-Nr. 09302734) | Papstdorfer Straße 131; 131b; 131c (Karte) | 1958 (altes Gästehaus)                | Einzeldenkmale der Sachgesamtheit ehemaliges Gästehaus des Ministerrates der DDR: Hotelgebäude inklusive Verbindungsbau und Rotundensaal von 1958 (mit zahlreichen zeitgenössischen Gestaltungsdetails), Erweiterungsbau von 1969 (Treppenhausgestaltung u. a. von Rudolf Sitte, Suite von Schostakowitsch) sowie Verwalter- und Lehrlingshaus – Anlage von besonderer geschichtlicher Bedeutung. | 09223676 |
|                                         | Wohnhaus | Pfaffendorfer Straße 77 (Karte)            | 1936                                  | Typenwohnhaus in Fertigteilbauweise der Deutschen Werkstätten Hellerau, Holzhaus, außen weitgehend ursprünglich erhalten, auch daher baugeschichtlich von Bedeutung. Querverbohlt, Wand-Öffnung-Verhältnis intakt, Fensterteilung im ursprünglichen Sinne, aber Fenster aus Kunststoff, Fensterläden original (rot), innen noch Original-Haustür, -Treppe und zwei -Einbau-Schränke, ansonsten innen verändert, steiles Satteldach mit originaler Biberschwanzdeckung. | 09223784 |
|                                         | Villa und Durchgangspforte der Einfriedung mit zwei Torpfeilern                                                                            | Pfaffendorfer Straße 78 (Karte)            | um 1910                               | Putzbau mit Schmuckfachwerk, zum Teil verbrettert, baugeschichtlich von Bedeutung | 09223707 |
|                                         | Villa, Schuppen mit integriertem Taubenhaus und Torpfeiler, dazu Garten                                                                    | Pfaffendorfer Straße 80 (Karte)            | bez. 1900                             | stattliche Villa mit durchfensterten hölzernen Vorbauten und Fassadenmalereien, Wetterfahne bezeichnet, zeitgenössischer hölzerner Schuppen, baugeschichtlich und landschaftsgestaltend von Bedeutung. Garten mit zwei Sitznischen, Rotbuchenreihe, Ziersträuchern, Einfriedung und Torpfeiler. | 09223706 |
|                                         | Margaretenhof (Hotel) | Pfaffendorfer Straße 89 (Karte)            | um 1900                               | vielgliedriger Putzbau mit reichem Schmuckfachwerkgiebel, Freigespärre im Giebel, baugeschichtlich und ortsgeschichtlich von Bedeutung | 09223703 |
|                                         | Haus Schönblick (Wohnhaus) | Pfaffendorfer Straße 93 (Karte)            | um 1905                               | Putzbau mit Schmuckfachwerk und Holzerkern, zum Teil Bossenquaderung, baugeschichtlich von Bedeutung | 09223702 |
|                                         | Haus Bergblick | Pfaffendorfer Straße 96 (Karte)            | um 1900                               | Ferienheim und Nebengebäude – mehrgliedriger Bau mit Schmuckfachwerk, Holzbalkon und Wintergarten, baugeschichtlich und ortsgeschichtlich von Bedeutung | 09223701 |
|                                         | Wohnhaus | Pladerbergstraße 40 (Karte)                | um 1900                               | Putzbau mit übergiebeltem Mittelrisalit, Drempel, Freigespärre in den Giebeln, baugeschichtlich von Bedeutung | 09223709 |
|                                         | Wohnhaus und Einfriedung | Pladerbergstraße 41 (Karte)                | um 1900                               | Wohnhaus mit hölzerner, geschlossener Veranda, baugeschichtlich von Bedeutung | 09223711 |
|                                         | Haus Sonnenwinkel | Pladerbergstraße 42 (Karte)                | um 1900                               | Wohnhaus und Torpfeiler – Putzbau mit Schmuckfachwerk und hölzernem, gotisierenden Eckerker, baugeschichtlich von Bedeutung | 09223710 |
|                                         | Steinkreuz | Pladerbergstraße 45 (bei) (Karte)          | Spätmittelalter                       | spätmittelalterliches Gedenk- oder Sühnekreuz aus Sandstein, ortsgeschichtlich von Bedeutung | 09223371 |
|                                         | Hirsestampftopf aus Sandstein | Schandauer Straße (Karte)                  | 1675                                  | landwirtschaftsgeschichtlich von Bedeutung | 09223712 |
|                                         | Sachgesamtheit Waldfriedhof Gohrisch mit Einzeldenkmal: Friedhofskapelle                                                                   | Schandauer Straße (Karte)                  | 1940 (Friedhof)                       | Sachgesamtheit Waldfriedhof Gohrisch mit folgendem Einzeldenkmal: Friedhofskapelle (Einzeldenkmal ID-Nr. 09223498) sowie Friedhofsgestaltung des Waldfriedhofes mit Wegesystem und Birkenallee (Gartendenkmal) – baugeschichtlich und ortsgeschichtlich von Bedeutung. Friedhofskapelle: erhöht liegend. Friedhofsgestaltung: Wegesystem, lückige Birkenallee mit Rhododendronunterpflanzung in Hauptachse, Haupteingang mit Sandsteinpfeilern ebenfalls durch Rhododendronpflanzung hervorgehoben, Baumbestand aus Waldkiefer (Pinus sylvestris), Sandbirken (Betula pendula), Rotbuchen (Fagus sylvatica), großer Rhododendronbestand in zahlreichen Arten und Sorten, flächiges Vorkommen von Kleinem Immergrün (Vinca minor). | 09304438 |
|                                         | Friedhofskapelle Gohrisch (Einzeldenkmal zu ID-Nr. 09304438)                                                                               | Schandauer Straße (Karte)                  | 1951/52 (Friedhofskapelle)            | Einzeldenkmal der Sachgesamtheit Waldfriedhof: Friedhofskapelle – erhöht liegender Holzbau mit Dachreiter und Vorhalle, baugeschichtlich und ortsgeschichtlich von Bedeutung. | 09223498 |
| Direkt Bild zu diesem Denkmal hochladen | Ehemaliges Schulgebäude | Schandauer Straße 133a, 133b (Karte)       | Bezeichnet mit 1884                   | Historistische Formensprache, bau- und ortsgeschichtliche Bedeutung | 09223674 |

## Cunnersdorf
| Bild                                    | Bezeichnung | Lage                                     | Datierung                           | Beschreibung | ID       |
| --------------------------------------- | --- | ---------------------------------------- | ----------------------------------- | --- | -------- |
| Weitere Bilder                          | Wegestein | (Karte)                                  | 19. Jh.                             | historischer Sandsteinwegweiser am Abzweig des Krippenbachweges von der S169 Cunnersdorf – Kleingießhübel, verkehrsgeschichtlich von Bedeutung | 09302461 |
|                                         | Wegestein | Cunnersdorfer Straße (Karte)             | 19. Jh.                             | am Abzweig der Winterleitenstraße, verkehrsgeschichtlich von Bedeutung | 09223552 |
| Weitere Bilder                          | Dorfkirche und Kirchhof Cunnersdorf | Cunnersdorfer Straße (Karte)             | 1854/1855                           | Kirche und Kirchhof Cunnersdorf mit Einfriedung – baugeschichtlich und ortsgeschichtlich von Bedeutung. Kirche: einfache neoromanische Saalkirche mit Südturm und Annexbau, mit romanisierenden und gotisierenden Detailformen, Querschnittfassaden (vgl. Rosenthal), Turm und Gliederungen aus Sandstein, 1905 und 1984 restauriert. Evangelische Pfarrkirche. Eine 1604 erbaute Kirche wurde 1854/55 ersetzt durch den Neubau von Oskar Hofmann, eine neuromanische Saalkirche mit Westturm und Sakristei, Restaurierung 1984–1988. Putzbau, der Turm mit Sandsteinquadern. Betonung der Kanten und des Turmjochs durch Sandsteinpfeiler sowie hohe Rundbogenfenster mit Maßwerk kennzeichnen das Äußere. Der Turm von quadratischem Querschnitt, Spitzhelm. Innen zweigeschossige Emporen, schlichter Kanzelaltar. Hinter dem Altar Gemälde mit figurenreicher Kreuzigung, datiert 1666, vom Altar des Vorgängerbaus, ebenso das Gemälde mit der Grablegung Christi an der Nordwand datiert (Dehio Sachsen I, 1996). | 09223492 |
|                                         | Wohnhaus des Künstlers Gerhard Neumann | Cunnersdorfer Straße 1 (Karte)           | um 1900                             | baugeschichtlich und ortsgeschichtlich von Bedeutung. Wohnhaus, eingeschossig, Quadermauerwerk. | 09299982 |
|                                         | Wohnhaus | Cunnersdorfer Straße 1b (Karte)          | um 1800                             | Obergeschoss Fachwerk, zum Teil verschiefert, baugeschichtlich von Bedeutung | 09223546 |
| Direkt Bild zu diesem Denkmal hochladen | Wohnhaus | Cunnersdorfer Straße 2 (Karte)           | um 1800                             | Obergeschoss Fachwerk verbrettert, baugeschichtlich von Bedeutung. Häuslerhaus in der Aue, Teil eines Ausbaus des Waldhufendorfes nach 1800, Erdgeschoss massiv, mit traditionellem dreiteiligen Grundriss, aber außen etwas geglättet. Das verbretterte Fachwerk im Obergeschoss nur teilweise noch vorhanden, jedoch weitgehend ursprüngliches Wand-Öffnungs-Verhältnis, Verunklärung durch rückwärtigen Anbau, steiles Satteldach ohne Ausbau, alter Dachstuhl noch vorhanden. Baugeschichtliche und ortsentwicklungsgeschichtliche Bedeutung (LfD/2015). Erdgeschoss massiv, mit traditionellem dreiteiligen Grundriss, Fachwerk im Obergeschoss nur teilweise noch vorhanden, hier aber noch ursprüngliches Wand-Öffnungs-Verhältnis, Verunklärung durch rückwärtigen Anbau, steiles Satteldach ohne Ausbau, alter Dachstuhl noch vorhanden. | 09223545 |
| Weitere Bilder                          | Wohnhaus (ehem. Umgebinde) | Cunnersdorfer Straße 4 (Karte)           | um 1800                             | Obergeschoss zum Teil verbrettert, baugeschichtlich von Bedeutung | 09223543 |
|                                         | Wohnhaus | Cunnersdorfer Straße 5 (Karte)           | 1. Hälfte 19. Jh.                   | Obergeschoss Fachwerk zum Teil verbrettert, baugeschichtlich von Bedeutung | 09223548 |
|                                         | Wohnhaus und Nebengebäude | Cunnersdorfer Straße 6 (Karte)           | Mitte 19. Jh.                       | Wohnhaus Obergeschoss Fachwerk, zum Teil verschiefert, baugeschichtlich von Bedeutung, Krüppelwalmdach | 09223540 |
|                                         | Wohnhaus | Cunnersdorfer Straße 7 (Karte)           | Anfang 19. Jh.                      | Obergeschoss Fachwerk, zum Teil verkleidet, Reste von Umgebinde, baugeschichtlich von Bedeutung | 09223542 |
|                                         | Wohnhaus | Cunnersdorfer Straße 8 (Karte)           | Anfang 19. Jh.                      | Obergeschoss Fachwerk verbrettert, baugeschichtlich von Bedeutung | 09223539 |
|                                         | Wohnhaus | Cunnersdorfer Straße 9b (Karte)          | Anfang 19. Jh., verändert           | Obergeschoss Fachwerk, Giebel verbrettert, baugeschichtlich von Bedeutung | 09223538 |
|                                         | Wohnhaus über winkligem Grundriss | Cunnersdorfer Straße 10 (Karte)          | Anfang 19. Jh.                      | Obergeschoss Fachwerk zum Teil verbrettert, baugeschichtlich von Bedeutung | 09223537 |
|                                         | Sandsteinmauer als Einfassung des Baches | Cunnersdorfer Straße 10 (bei) (Karte)    | um 1840                             | straßenbildprägend von Bedeutung | 09223549 |
| Weitere Bilder                          | Wohnstallhaus, Auszüglerhaus und Scheune eines Dreiseithofes                                                                                     | Cunnersdorfer Straße 12 (Karte)          | bez. 1848                           | Wohnstallhaus, Auszüglerhaus und Scheune eines Dreiseithofes, dazu alte Pflasterung im Hof und zwei Torpfeiler: Wohnhaus Putzbau, Auszüglerhaus Fachwerk mit Umgebinde, Langständerbau, Obergeschoss verbrettert, baugeschichtlich und wirtschaftsgeschichtlich von Bedeutung. | 09223505 |
|                                         | Wohnstallhaus eines Dreiseithofes | Cunnersdorfer Straße 18 (Karte)          | 2. H. 18. Jh.                       | Wohnstallhaus eines Dreiseithofes und Sandsteintrog: Obergeschoss Fachwerk, Giebel verbrettert, baugeschichtlich von Bedeutung | 09223500 |
|                                         | Wohnhaus | Cunnersdorfer Straße 18b (Karte)         | 1. Hälfte 19. Jh.                   | Obergeschoss Fachwerk, zum Teil verbrettert, baugeschichtlich von Bedeutung | 09223501 |
|                                         | Landgasthof Cunnersdorf | Cunnersdorfer Straße 20 (Karte)          | 2. Hälfte 19. Jh.                   | ortsgeschichtlich von Bedeutung | 09223504 |
| Weitere Bilder                          | Wohnhaus (Umgebinde) | Cunnersdorfer Straße 22 (Karte)          | um 1800                             | Obergeschoss Fachwerk zum Teil verbrettert, baugeschichtlich von Bedeutung | 09223503 |
|                                         | Wohnhaus | Cunnersdorfer Straße 23 (Karte)          | bez. 1859                           | Obergeschoss Fachwerk, zum Teil verbrettert, im Türgewände bezeichnet 1859, baugeschichtlich von Bedeutung, mit Krüppelwalmdach. | 09223502 |
|                                         | Zwei Gebäude eines ehemaligen Zollamtes | Cunnersdorfer Straße 25b; 25c (Karte)    | 1936                                | ortsgeschichtlich von Bedeutung, mit Bruchsteinsockel | 09223506 |
|                                         | Wohnstallhaus mit im Winkel angebautem Seitengebäude                                                                                             | Cunnersdorfer Straße 27 (Karte)          | Anfang 19. Jh.                      | Wohnstallhaus mit im Winkel angebautem Seitengebäude: Obergeschoss Fachwerk, zum Teil verbrettert, baugeschichtlich von Bedeutung. | 09223507 |
|                                         | Wohnhaus | Cunnersdorfer Straße 28 (Karte)          | Ende 19. Jh.                        | dreigeschossig, Obergeschosse Fachwerk verbrettert, baugeschichtlich von Bedeutung | 09223496 |
|                                         | Hölzerne Schleuse am Mühlgraben | Cunnersdorfer Straße 28 (hinter) (Karte) | um 1900                             | technikgeschichtlich von Bedeutung, mit Eisenmechanismus. | 09223497 |
| Weitere Bilder                          | Sachgesamtheit Ehemaliger Forsthof (Friesenhof) mit den Einzeldenkmalen: Herrenhaus, Torhaus und zwei Seitengebäuden, Gärtnerhaus sowie Gutspark | Cunnersdorfer Straße 29 (Karte)          | bez. 1607                           | Sachgesamtheit Ehemaliger Forsthof Cunnersdorf mit folgenden Einzeldenkmalen: Herrenhaus, Torhaus (mit Treppenturm) und zwei im Winkel angefügten Seitengebäuden, Gärtnerhaus, dazu alte Pflasterung im Hof, ein Torpfeiler, Hofmauer und obere Torpfeiler (Einzeldenkmal ID-Nr. 09223495) sowie Gutspark (Gartendenkmal) – baugeschichtlich, regionalgeschichtlich und ortsbildprägend von Bedeutung. | 09305822 |
| Weitere Bilder                          | Ehem. Forsthof (Friesenhof) mit Herrenhaus, Torhaus und zwei Seitengebäuden, Gärtnerhaus (Einzeldenkmal zu ID-Nr. 09305822)                      | Cunnersdorfer Straße 29 (Karte)          | bez. 1607                           | Einzeldenkmal der Sachgesamtheit: Ehemaliger Forsthof Cunnersdorf mit Herrenhaus, Torhaus (mit Treppenturm) und zwei im Winkel angefügten Seitengebäuden, Gärtnerhaus, dazu alte Pflasterung im Hof, ein Torpfeiler, Hofmauer und obere Torpfeiler – baugeschichtlich, regionalgeschichtlich und ortsbildprägend von Bedeutung. Herrenhaus: mit Sitznischenportal und Uhrtürmchen, in der Fassade versetzter Schlussstein und Kellerpforte bezeichnet 1607, zum Teil originale Raumaufteilung, abgeschrägte Fenstergewände am Treppenturm des Torhauses, am Hauptgebäude die Obergeschosse verbrettert, steiles Satteldach mit Fledermausgauben, 1556 im Besitz der Wettiner, ab 1591 in Staatsbesitz, seit 1604 Oberförsterei, ab 1872 Besitz des Freiherrn von Friesen. | 09223495 |
|                                         | Gasthof Erbgericht und Wirtschaftshof | Cunnersdorfer Straße 30; 30b (Karte)     | bez. 1865                           | Ehem. Erbgericht (heute Gasthof) und Wirtschaftshof mit Wohnstallhaus, Stallgebäude, Scheune und Seitengebäude – ortsgeschichtlich und straßenbildprägend von Bedeutung. | 09223499 |
|                                         | Ehemaliges Wohnstallhaus | Cunnersdorfer Straße 31 (Karte)          | bez. 1833                           | Obergeschoss Fachwerk, zum Teil verbrettert, Korbbogentür bezeichnet 1833, baugeschichtlich und straßenbildprägend von Bedeutung, mit Krüppelwalm. | 09223508 |
|                                         | Ehem. Forstschreiberei mit Annex und feldseitigem Nebengebäude                                                                                   | Cunnersdorfer Straße 32 (Karte)          | bez. 1857                           | baugeschichtlich und ortsgeschichtlich von Bedeutung. Zweigeschossiger massiver Putzbau mit Einflüssen des zeitgenössischen Schweizerstils (flaches überstehendes Satteldach), Erdgeschoss im Rundbogenstil, zentraler Eingang, darüber gekuppeltes Fenster, darüber Dachausbau mit ehem. Lukarne, Annexbau eingeschossig, rechtwinklig daran anschließend feldseitiges Nebengebäude, darin integriert Kellergewölbe. Die ausgebrannte gegenüberliegende Seite nicht mehr denkmalwürdig. | 09223509 |
|                                         | Mauerstück entlang der Straße | Cunnersdorfer Straße 32 (bei) (Karte)    | 1586                                | Teil des ehemaligen Hundezwingers für die Jagdhunde der königlichen Hofhaltung (bis 1840), straßenbildprägend von Bedeutung, Hundezwinger von 1586 bis 1840. | 09223530 |
|                                         | Wohnhaus | Cunnersdorfer Straße 33 (Karte)          | Anfang 19. Jh.                      | ohne Anbau, Obergeschoss Fachwerk, zum Teil verkleidet, baugeschichtlich von Bedeutung | 09223510 |
|                                         | Wohnstallhaus | Cunnersdorfer Straße 34 (Karte)          | Anfang 19. Jh.                      | Obergeschoss Fachwerk, baugeschichtlich von Bedeutung | 09223511 |
| Direkt Bild zu diesem Denkmal hochladen | Wohnhaus über winkligem Grundriss | Cunnersdorfer Straße 36 (Karte)          | 1. Hälfte 19. Jh.                   | Obergeschoss Fachwerk verbrettert, baugeschichtlich von Bedeutung | 09223512 |
| Weitere Bilder                          | Wohnhaus (Umgebinde) | Cunnersdorfer Straße 37 (Karte)          | 2. Hälfte 18. Jh.                   | Obergeschoss Fachwerk, hölzerner Galerieaufgang, baugeschichtlich und sozialgeschichtlich von Bedeutung. Wohnstallhaus in der Aue, mit alter Umgebindekonstruktion (Kopfbänder) !, aber ohne Blockstube, hier nur noch einfache Verbretterung, im Erdgeschoss der traditionelle dreigeteilte Grundriss noch vorhanden (Wohnteil, Flur, Stall), der Stall mit schöner Pfeilerreihe und Gewölbe. Obergeschoss zweiriegeliges Sichtfachwerk, an der bildprägenden Traufseite ist in diesem Bereich noch das ursprüngliche Verhältnis von Öffnung und Wand erhalten. Steiles Satteldach ohne Ausbauten. Zeigt das Gebäude straßenseitig noch das traditionelle Bild regionaltypischer Holzbauweise um 1800, so gab es gravierende Veränderungen durch einen rucksackartigen Anbau auf der Rückseite sowie durch die Ausmauerung der westlichen, den späteren Remisenanbau begrenzenden Giebelseite, beides im Rohbauzustand belassen und unvollendet. Um 1910 gab es dagegen auf der östlichen Giebelseite den Anbau eines hölzernen Galerieaufgangs, der ebenfalls die „Volksbauweise“ konterkariert, aber ein Kuriosum von auch bereits baugeschichtlicher Bedeutung darstellt. (LfD/2015) | 09223529 |
|                                         | Ehemaliges Wohnstallhaus | Cunnersdorfer Straße 38 (Karte)          | bez. 1830                           | lang gestrecktes Gebäude, Obergeschoss Fachwerk, Korbbogentür bezeichnet 1830, baugeschichtlich von Bedeutung | 09223528 |
|                                         | Wohnhaus | Cunnersdorfer Straße 39 (Karte)          | Anfang 19. Jh.                      | Obergeschoss Fachwerk verbrettert, baugeschichtlich von Bedeutung | 09223527 |
|                                         | Alte Schule | Cunnersdorfer Straße 41 (Karte)          | um 1800, Kern womöglich älter       | heute als Wohnhaus genutzt, Obergeschoss Fachwerk, zum Teil verbrettert, baugeschichtlich und ortsgeschichtlich von Bedeutung, ältestes Schulgebäude im Dorf. | 09223526 |
|                                         | Ehemaliges Forsthaus mit Rückgebäude | Cunnersdorfer Straße 42; 42a (Karte)     | Mitte 19. Jh.                       | heute Wohnhaus, Obergeschoss Fachwerk verbrettert, baugeschichtlich und ortsgeschichtlich von Bedeutung. Korbbogentür, schöne alte Fenster und Krüppelwalmdach. | 09223513 |
|                                         | Mittelmühle – ehem. Getreidemühle | Cunnersdorfer Straße 43a (Karte)         | 4. Viertel 19. Jh.                  | Mühlengebäude großer winkelförmiger Putzbau, ortsgeschichtlich von Bedeutung | 09223525 |
|                                         | Wohnstallhaus eines Bauernhofes | Cunnersdorfer Straße 44 (Karte)          | über der Tür bez. 1848              | baugeschichtlich von Bedeutung. Denkmaltext: Wohnstallhauses eines ehemaligen Bauernhofes, erbaut 1848 (bezeichnet), großer zweigeschossiger massiver Putzbau mit Satteldach ohne Ausbau in ortsbildprägender Lage. Regionaltypische Grundrissteilung in Wohnteil, Flur und Stall, das Obergeschoss mit charakteristischem Gang als Längsmittelachse, von dem die Kammern abgehen. Profilierte Türrahmung mit Supraporte „August Wilhelm Fischer 1848“. Alle Fenster mit Natursteingewänden und in originaler Größe, der Stall dreischiffig mit Pfeilerreihen und zeittypischem böhmischem Kappengewölbe. Bis in Details ist das Gebäude original erhalten, was ihm einen hohen baugeschichtlichen Dokumentationswert verleiht. (LfD/2015) | 09223523 |
|                                         | Wohnhaus | Cunnersdorfer Straße 45 (Karte)          | 1. Hälfte 19. Jh.                   | Obergeschoss Fachwerk, Giebel verbrettert, baugeschichtlich und straßenbildprägend von Bedeutung | 09223514 |
| Direkt Bild zu diesem Denkmal hochladen | Wohnhaus | Cunnersdorfer Straße 45c (Karte)         | 1. Hälfte 19. Jh.                   | Obergeschoss Fachwerk, Giebel verbrettert, baugeschichtlich und straßenbildprägend von Bedeutung | 09223515 |
|                                         | Wohnhaus | Cunnersdorfer Straße 46 (Karte)          | Anfang 19. Jh.                      | Obergeschoss Fachwerk, zum Teil verbrettert, baugeschichtlich von Bedeutung. Das Fachwerkhaus mit ehemaliger Umgebindekonstruktion, entstanden 1. Hälfte 19. Jh., befindet sich am Ortsausgang oberhalb der Kirche, es handelt sich um ein Bauwerk in regionaltypischer Holzkonstruktion, die sich noch im Obergeschoss in altem Wand-Öffnungs-Verhältnis zeigt. Das steile Satteldach hat Teile seiner Konstruktion eingebüßt, das Erdgeschoss ist hochgradig verändert. Nimmt man den schlechten Zustand des Hauses hinzu, so ist sein baugeschichtlicher Dokumentationswert zumindest eingeschränkt. (LfD/2015) | 09223491 |
|                                         | Wohnhaus | Cunnersdorfer Straße 49 (Karte)          | 1. Hälfte 19. Jh.                   | Obergeschoss Fachwerk, zum Teil verkleidet, baugeschichtlich von Bedeutung | 09223516 |
|                                         | Wohnhaus, Seitengebäude und Brunnen | Cunnersdorfer Straße 50 (Karte)          | 1. Hälfte 19. Jh.                   | Wohnhaus Obergeschoss Fachwerk, Erdgeschoss zum Teil in Blockbauweise, zum Teil verbrettert, baugeschichtlich von Bedeutung | 09223494 |
| Weitere Bilder                          | Wohnhaus (Umgebinde) | Cunnersdorfer Straße 52 (Karte)          | bez. 1769                           | Obergeschoss, Türschlussstein bezeichnet, baugeschichtlich und sozialgeschichtlich von Bedeutung | 09223522 |
|                                         | Wohnhaus | Cunnersdorfer Straße 54 (Karte)          | Anfang 19. Jh.                      | Obergeschoss Fachwerk, zum Teil verbrettert, baugeschichtlich von Bedeutung | 09223517 |
|                                         | Wohnhaus | Cunnersdorfer Straße 55 (Karte)          | bez. 1812                           | Obergeschoss Fachwerk verbrettert, Korbbogentür bezeichnet 1812, baugeschichtlich von Bedeutung | 09223521 |
|                                         | Vierseithof mit Wohnstallhaus, im Winkel angebautem Wohnhaus, Scheune und Seitengebäude (mit Durchfahrt), dazu alte Pflasterung im Hof           | Cunnersdorfer Straße 57 (Karte)          | 18. Jh.                             | Wohnhaus über der Tür bezeichnet 1862, baugeschichtlich, sozialgeschichtlich und wirtschaftsgeschichtlich von Bedeutung. Nebengebäude in der Art eines Torhauses. Wohnstallhaus: Das ursprüngliche Wohnstallhaus lag parallel zum Durchfahrtsgebäude, erhalten ist die Stallhälfte – offenbar durch die soliden Gewölbe im Erdgeschoss. 1862 (Türschlussstein) wurde, den Hof nach Westen abschließend, der neue Wohnteil im rechten Winkel an die alte Haushälfte gebaut. Keller: Unter dem gesamten neuen Hausteil, in Sandstein-Bauweise. Breite Treppe und Kellergang, davon abgehend ein kleiner und ein größerer Kellerraum mit flachen Wölbungen. Erdgeschoss: Eine Wohnung im neuen Hausteil. Stall im neuen Hausteil überwölbt, Gurtbögen und einfache Kapitelle, im älteren Hausteil gedrungene ältere Kreuzgewölbe. Obergeschoss: Im neuen und alten Hausteil Wohnungen. Scheune: Drei Einfahrten, Rüben- und Kartoffelkeller, Fußboden in der Tenne aus Holzbohlen, liegender Dachstuhl, Balkenfahrt, Öffnungen in den Giebeln mit versetzten Mauerziegeln zur Durchlüftung, hangseitiger Holzanbau aus den 1940er Jahren. Nebengebäude mit Durchfahrt: Flache Decke über Durchfahrt mit Luke zum Eingeben von Heu und Stroh, vier hofseitige Türen, bis 1972 Ställe für Kälber, zu Garagen umgebaut. (M. Hammer) | 09223518 |
|                                         | Wohnhaus | Cunnersdorfer Straße 58 (Karte)          | Anfang 19. Jh.                      | Obergeschoss Fachwerk, zum Teil verbrettert, baugeschichtlich von Bedeutung | 09223519 |
|                                         | Wohnhaus | Cunnersdorfer Straße 59b (Karte)         | 1. Hälfte 19. Jh.                   | Obergeschoss Fachwerk, zum Teil verbrettert, baugeschichtlich von Bedeutung | 09223520 |
|                                         | Wohnhaus | Cunnersdorfer Straße 62 (Karte)          | Anfang 19. Jh.                      | Obergeschoss Fachwerk, zum Teil verbrettert, baugeschichtlich von Bedeutung | 09223531 |
|                                         | Wohnhaus | Cunnersdorfer Straße 63 (Karte)          | um 1800                             | Obergeschoss Fachwerk, zum Teil verbrettert, baugeschichtlich von Bedeutung | 09223532 |
|                                         | Wohnstallhaus | Cunnersdorfer Straße 64 (Karte)          | um 1800                             | Obergeschoss Fachwerk, verändert, baugeschichtlich von Bedeutung | 09223533 |
|                                         | Wohnstallhaus | Cunnersdorfer Straße 66c (Karte)         | bez. 1850                           | Obergeschoss Fachwerk, zum Teil verbrettert, über der Tür bezeichnet 1850, baugeschichtlich von Bedeutung | 09223535 |
|                                         | Wohnhaus mit Scheunenteil und Auszüglerhaus | Cunnersdorfer Straße 68 (Karte)          | 1. Hälfte 19. Jh., später verändert | Wohnhaus mit integriertem Scheunenteil: Obergeschoss Fachwerk, zum Teil verbrettert, baugeschichtlich und sozialgeschichtlich von Bedeutung | 09223534 |
| Weitere Bilder                          | Forstmühle Cunnersdorf | Cunnersdorfer Straße 72 (Karte)          | 1828, später erweitert              | Ehemalige Mahl- und Sägemühle eines Forsthofes, dazu Scheune – ortsgeschichtlich von Bedeutung. Dreigeschossiger Putzbau mit Erweiterungen des 19. Jahrhunderts. Die Mühle wurde 1665 als Mahlmühle errichtet, ein Jahr später folgte noch eine Brettmühle. Die alte Mühle wurde 1828 als Sägemühle neu errichtet. Um 1880 etablierte sich hier auch ein Gastwirtschaftsbetrieb, der ab 1890 ausgebaut wurde. Der Betrieb der Sägemühle wurde im Zweiten Weltkrieg eingestellt, die Anlagen wohl 1964/65 abgerissen. Zu DDR-Zeiten wurde das Anwesen als Ferienheim genutzt. 1968/69 erfolgte eine umfassende Renovierung und Erweiterung. | 09223536 |

## Kleinhennersdorf
| Bild                                    | Bezeichnung                                       | Lage                          | Datierung                 | Beschreibung | ID       |
| --------------------------------------- | ------------------------------------------------- | ----------------------------- | ------------------------- | --- | -------- |
|                                         | Wegestein und Grenzstein                          | Alter Schulweg (Karte)        | 19. Jh.                   | verkehrsgeschichtlich und ortsgeschichtlich von Bedeutung | 09224685 |
|                                         | Wegestein                                         | Hauptstraße (Karte)           | 19. Jh.                   | verkehrsgeschichtlich von Bedeutung | 09304539 |
|                                         | Wegestein                                         | Hauptstraße (Karte)           | 19. Jh.                   | verkehrsgeschichtlich von Bedeutung | 09304540 |
|                                         | Wohnhaus                                          | Hauptstraße 8 (Karte)         | Mitte 19. Jh.             | Obergeschoss Fachwerk, baugeschichtlich von Bedeutung | 09224678 |
|                                         | Wohnhaus                                          | Hauptstraße 10 (Karte)        | lt. Auskunft 1843         | Obergeschoss Fachwerk, baugeschichtlich von Bedeutung | 09224677 |
|                                         | Wohnstallhaus, Seitengebäude und Scheune          | Hauptstraße 11 (Karte)        | um 1800                   | Wohnstallhaus, Seitengebäude und Scheune eines Dreiseithofes: Obergeschoss Fachwerk verbrettert, baugeschichtlich und wirtschaftsgeschichtlich von Bedeutung | 09224679 |
|                                         | Wohnhaus                                          | Hauptstraße 12 (Karte)        | Anfang 19. Jh., verändert | Obergeschoss Fachwerk, baugeschichtlich von Bedeutung | 09224680 |
|                                         | Wohnhaus                                          | Hauptstraße 19 (Karte)        | Anfang 19. Jh., verändert | Obergeschoss Fachwerk, baugeschichtlich von Bedeutung | 09224681 |
|                                         | Wohnhaus                                          | Hauptstraße 28 (Karte)        | Anfang 19. Jh.            | Obergeschoss Fachwerk, baugeschichtlich von Bedeutung | 09224672 |
|                                         | Wohnstallhaus                                     | Hauptstraße 32 (Karte)        | bez. 1828                 | Obergeschoss Fachwerk, Korbbogentür bezeichnet, baugeschichtlich von Bedeutung | 09224671 |
|                                         | Wohnstallhaus (Umgebinde) eines Bauernhofes       | Hauptstraße 35 (Karte)        | 1. Hälfte 19. Jh.         | Obergeschoss Fachwerk, Korbbogentür im Schlussstein bezeichnet, baugeschichtlich von Bedeutung. – Keller: Unter dem Wohnbereich, Gebäudesockel außen aus gut gefügten Sandsteinquadern. – Erdgeschoss: Über Eingangstür Korbbogen mit der Jahresangabe 1800, Gewände deutlich, wie auch bei den anderen Türen und Fenstern, scharriert, rotbraun analog dem Fachwerk überstrichen. Hofseitig drei Stallfenster und ein kreisrundes Hundeloch, hintere Längsseite des Hauses mit Wandpfeilern und einem Anbau, u. a. als Schweinestall genutzt. Wohnräume im Vorderbereich vor 1990 ohne Berücksichtigung der Gegebenheiten des Hauses verändert. – Obergeschoss: Auf den äußeren Fachwerkfeldern helle rote Begleitstreifen, offenbar als schmückende Zutat. Mittelgangprinzip im Hausinneren mit ursprünglichem Raumgefüge erhalten. – Dach und Dachboden: Traditionelles Sparrendach mit langen Aufschieblingen. Nutzung teilweise für Lagerung von Rauhfutter, Tür im hinteren Giebeldreieck für Transport. Sonstiges: Scheune des Zweiseithofes parallel gegenüber, an der Hofrückseite Erdkeller, aus Sandsteinquadern gefügt. (M. Hammer). | 09224508 |
|                                         | Wohnhaus                                          | Hauptstraße 41 (Karte)        | um 1850                   | Obergeschoss Fachwerk, baugeschichtlich von Bedeutung | 09224509 |
|                                         | Wohnhaus (Umgebinde)                              | Hauptstraße 48 (Karte)        | bez. 1832                 | Obergeschoss Fachwerk, Korbbogentür bezeichnet, baugeschichtlich von Bedeutung | 09224514 |
|                                         | Wohnstallhaus und Scheune eines Zweiseithofes     | Hauptstraße 49 (Karte)        | Mitte 19. Jh.             | Wohnstallhaus Obergeschoss Fachwerk, Scheune zum Teil verbrettert, baugeschichtlich und wirtschaftsgeschichtlich von Bedeutung | 09224510 |
|                                         | Wohnhaus                                          | Hauptstraße 60 (Karte)        | 1. Hälfte 19. Jh.         | Obergeschoss Fachwerk, baugeschichtlich von Bedeutung | 09224511 |
|                                         | Denkmal für die Gefallenen des Ersten Weltkrieges | Hauptstraße 61 (Karte)        | nach 1918 (Gedenktafel)   | Kriegerdenkmal – drei schlichte Inschrifttafeln an der Hauswand, ortsgeschichtlich von Bedeutung | 09224512 |
|                                         | Wegpflasterung und Stützmauer                     | Liethenhäuser (Karte)         | um 1900                   | straßenbildprägend von Bedeutung | 09224676 |
|                                         | Liethenmühle                                      | Liethenhäuser 3 (Karte)       | bez. 1572                 | Ehemaliges Mühlengebäude mit jüngerem Anbau – heute Gaststätte, Obergeschoss Fachwerk, baugeschichtlich und ortsgeschichtlich von Bedeutung | 09224675 |
|                                         | Wohnhaus (Umgebinde)                              | Liethenhäuser 13; 13a (Karte) | bez. 1799                 | Obergeschoss Fachwerk, Türsturz bezeichnet, baugeschichtlich von Bedeutung | 09224674 |
|                                         | Wohnhaus und Gartenlaube                          | Liethenhäuser 17 (Karte)      | Anfang 19. Jh.            | Wohnhaus Obergeschoss Fachwerk, baugeschichtlich von Bedeutung | 09224673 |
| Direkt Bild zu diesem Denkmal hochladen | Wohnhaus                                          | Neue Bauerngasse 29 (Karte)   | bez. 1811                 | Obergeschoss Fachwerk verbrettert, Korbbogentür bezeichnet, baugeschichtlich von Bedeutung, mit Sandsteinstufen. | 09224683 |
| Direkt Bild zu diesem Denkmal hochladen | Wohnhaus und Scheune eines Bauernhofes            | Neue Bauerngasse 30 (Karte)   | bez. 1824                 | Wohnhaus Obergeschoss Fachwerk verbrettert, Korbbogentür im Schlussstein bezeichnet, baugeschichtlich und wirtschaftsgeschichtlich von Bedeutung | 09224684 |

## Papstdorf
| Bild           | Bezeichnung                                                      | Lage                              | Datierung                  | Beschreibung | ID       |
| -------------- | ---------------------------------------------------------------- | --------------------------------- | -------------------------- | --- | -------- |
|                | Berggasthaus auf dem Papststein                                  | (Karte)                           | um 1920                    | Hauptgebäude und Küchengebäude des Berggasthauses auf dem Papststein – beide Gebäude verbrettert, baugeschichtlich und ortsgeschichtlich von Bedeutung. | 09224488 |
|                | Wegestein                                                        | (Karte)                           | 19. Jh.                    | an der Straße von Pfaffendorf nach Papstdorf am Abzweig nach Cunnersdorf, verkehrshistorisch von Bedeutung | 09302027 |
| Weitere Bilder | König-Friedrich-August-Denkmal                                   | Kreisstraße K8746 (Karte)         | nach 1827                  | Jagddenkmal für König Friedrich August – regionalgeschichtlich von Bedeutung. Pyramidenstumpf aus Sandsteinquadern mit Inschrift: 1750–1827 König Friedrich August gewidmet, von Pfaffendorf nach Papstdorf an der linken Straßenseite gelegen, gegenüber kleiner Rastplast mit Steintisch und drei Steinbänken. | 09302026 |
|                | Wegestein                                                        | (Karte)                           | 19. Jh.                    | an der Straße von Pfaffendorf nach Papstdorf, verkehrshistorisch von Bedeutung | 09302028 |
| Weitere Bilder | Kirche und Kirchhof Papstdorf                                    | Alte Hauptstraße (Karte)          | 1787                       | Kirche und Kirchhof Papstdorf mit Einfriedungsmauer – Saalkirche mit Ostturm, im Innern zwei durchlaufende Emporen mit Kanzelaltar, baugeschichtlich und ortsgeschichtlich von Bedeutung. Kirchhof: Einfriedung: Sandsteinmauer, zum Teil auch als Stützmauer, Zugänge: Hauptzugang mit zweiflügligem Ziergittertor (neu) von Süden über Sandsteintreppe, Nebenzugang mit zweiflügligem Ziergittertor (neu) von Westen, zwei Winter-Linden (Tlia cordata) am Westtor, Blut-Buche (Fagus sylvatica f. purpurea) nordöstlich der Kirche. | 09224474 |
|                | Wohnstallhaus und zwei Seitengebäude eines Vierseithofes         | Alte Hauptstraße 23 (Karte)       | bez. 1842 oder 1824        | Wohnstallhaus Obergeschoss Fachwerk, Korbbogentür bezeichnet, baugeschichtlich und wirtschaftsgeschichtlich von Bedeutung, strukturprägende Hofanlage. Stall im Keller bezeichnet 1836, östl. Scheune 2017 als Denkmal gestrichen. | 09224476 |
|                | Wohnstallhaus eines Bauernhofes                                  | Alte Hauptstraße 31 (Karte)       | 18. Jh.                    | Wohnstallhaus Obergeschoss Fachwerk, baugeschichtlich und wirtschaftsgeschichtlich von Bedeutung. Scheune Streichung 2013, kein ausreichender Denkmalwert vorhanden. | 09224477 |
|                | Wohnstallhaus, Seitengebäude und Scheune eines Vierseithofes     | Alte Hauptstraße 39 (Karte)       | um 1800                    | Nördliches Wohnstallhaus, östliches Seitengebäude und westliche Scheune eines Vierseithofes: Obergeschoss Fachwerk, Scheune verbrettert, baugeschichtlich und wirtschaftsgeschichtlich von Bedeutung | 09224478 |
|                | Wohnhaus                                                         | Alte Hauptstraße 40 (Karte)       | Anfang 19. Jh.             | Obergeschoss Fachwerk, baugeschichtlich von Bedeutung | 09224480 |
|                | Wohnhaus                                                         | Alte Hauptstraße 41 (Karte)       | bez. 1826                  | Obergeschoss Fachwerk, Kellertür bezeichnet, baugeschichtlich von Bedeutung | 09224481 |
|                | Pfarrhaus Papstdorf mit Pfarrgarten und Seitengebäude            | Alte Hauptstraße 43 (Karte)       | um 1900                    | Pfarrhaus Papstdorf mit Pfarrgarten und Seitengebäude sowie Zufahrtstor und Pforte sowie Hohlweg zur Kirche – Putzbau mit übergiebeltem Mittelteil, hölzernes Vorhaus, baugeschichtlich und ortsgeschichtlich von Bedeutung. | 09224473 |
|                | Wohnhaus                                                         | Alte Hauptstraße 45 (Karte)       | Mitte 19. Jh.              | Obergeschoss Fachwerk, baugeschichtlich von Bedeutung | 09224482 |
|                | Wohnstallhaus und Scheune eines Dreiseithofes                    | Alte Hauptstraße 51 (Karte)       | 1. Hälfte 19. Jh.          | Wohnstallhaus Obergeschoss Fachwerk verbrettert, mit Galerie, Scheune verbrettert | 09224483 |
|                | Immenheim – ehem. Lehr- und Erziehungsanstalt (Mädchenpensionat) | Alte Hauptstraße 52 (Karte)       | 1880er Jahre (Pensionat)   | Pensionat mit nördlichem Nebengebäude und östlichem Garten – Putzbau mit seitlicher Holzveranda, Nebengebäude in Fachwerkbauweise, baugeschichtlich und ortsgeschichtlich von Bedeutung. | 09224484 |
|                | Denkmal für die Gefallenen des Ersten Weltkrieges                | Alte Hauptstraße 52 (vor) (Karte) | nach 1918 (Kriegerdenkmal) | Kriegerdenkmal – ortsgeschichtlich von Bedeutung | 09224485 |
|                | Alte Schule                                                      | Alte Hauptstraße 54 (Karte)       | 1802                       | Ehem. Schule – Obergeschoss Fachwerk verbrettert, hohes und steiles Krüppelwalmdach, baugeschichtlich und ortsgeschichtlich von Bedeutung. | 09224505 |
|                | Wohnhaus                                                         | Alte Hauptstraße 55 (Karte)       | Anfang 19. Jh.             | Obergeschoss Fachwerk, Giebel verbrettert, baugeschichtlich von Bedeutung | 09224502 |
|                | Wohnhaus                                                         | Alte Hauptstraße 59 (Karte)       | 1. Hälfte 19. Jh.          | Obergeschoss Fachwerk, Giebel verbrettert, baugeschichtlich von Bedeutung | 09224506 |
|                | Wohnhaus mit Gaststätte                                          | Alte Hauptstraße 61 (Karte)       | 1. Hälfte 19. Jh.          | ohne Anbau, Obergeschoss Fachwerk, Giebel verbrettert, baugeschichtlich von Bedeutung | 09224487 |
|                | Wohnstallhaus, Seitengebäude und Scheune eines Dreiseithofes     | Bauerngasse 90 (Karte)            | um 1800                    | Wohnstallhaus Obergeschoss Fachwerk, Seitengebäude und Scheune verbrettert, baugeschichtlich und wirtschaftsgeschichtlich von Bedeutung, strukturprägende Hofanlage | 09224495 |
|                | Wohnstallhaus eines Bauernhofes                                  | Bauerngasse 94 (Karte)            | 1. Hälfte 19. Jh.          | Obergeschoss Fachwerk, baugeschichtlich von Bedeutung | 09224498 |
|                | Wohnstallhaus eines ehemaligen Bauernhofes                       | Bauerngasse 97 (Karte)            | um 1800                    | Obergeschoss Fachwerk verbrettert, baugeschichtlich von Bedeutung | 09224500 |
|                | Wohnhaus                                                         | Mittelweg 103 (Karte)             | um 1800                    | Obergeschoss Fachwerk verbrettert, baugeschichtlich von Bedeutung | 09224503 |
|                | Wohnhaus                                                         | Mittelweg 109 (Karte)             | um 1800                    | Obergeschoss Fachwerk verbrettert, baugeschichtlich von Bedeutung | 09224501 |
|                | Wohnhaus                                                         | Mittelweg 116 (Karte)             | bez. 1838                  | Obergeschoss Fachwerk, Korbbogentür bezeichnet, baugeschichtlich von Bedeutung | 09224497 |
|                | Wohnhaus mit auskragender Oberlaube                              | Pionierlagerstraße 68 (Karte)     | um 1800                    | Obergeschoss Fachwerk verbrettert, baugeschichtlich von Bedeutung | 09224490 |
|                | Wohnhaus                                                         | Pionierlagerstraße 84 (Karte)     | 1. Hälfte 19. Jh.          | Obergeschoss Fachwerk verbrettert, baugeschichtlich von Bedeutung | 09224496 |
|                | Wohnhaus                                                         | Pionierlagerstraße 85a (Karte)    | Anfang 19. Jh.             | Obergeschoss Fachwerk, Giebel verbrettert, baugeschichtlich von Bedeutung | 09224494 |
|                | Wohnhaus                                                         | Pionierlagerstraße 86 (Karte)     | Anfang 19. Jh.             | Obergeschoss Fachwerk verbrettert, baugeschichtlich von Bedeutung | 09224493 |
|                | Wohnhaus                                                         | Pionierlagerstraße 87 (Karte)     | Anfang 19. Jh.             | Obergeschoss Fachwerk verbrettert, baugeschichtlich von Bedeutung | 09224492 |

## Ausführliche Denkmaltexte
1. ↑  Wohnstallhaus, Neue Hauptstraße 109a
  - Vorderkeller: Direktzugang von der Giebelseite des Hauses, über eine Schwelle nur vier Stufen nach unten, zwei hintereinander folgende Türen (bauklimatisch günstig), Kellerraum überwölbt Breite: 4,40 m, Länge: 5,70 m, Höhe: 2,20 m, Einschüttöffnung im Erdgeschossflur(!) der Auszugswohnung. Unter dem Wirtschaftsteil des Hauses früher Schuppen in Kellerebene, vor 1990 durch Umbauten im Gebäudeinneren verändert.
  - Erdgeschoss: Straßen- und giebelseitig holzverkleidet, Hauseingang von der Straße. Raumgefüge und Dielungen aus der Erbauungszeit, Deckenbalken sichtbar, Deckenfüllung durch gestulpte Holzeinschübe, steile Holz-Einschubtreppe (14/19 cm) in das Obergeschoss.
  - Obergeschoss: Holzverkleidet, wie im Erdgeschoss zwei Räume giebelseitig, Raumhöhen ca. 1,90 m. Flur größer als im Erdgeschoss und Austritt in den Laubengang, vom Laubengang Durchgang (Breite max. 67 cm) in den Scheunenteil.
  - Dachstuhl und Dach: Sparrendach, Sparrenabstand 1,18 m bis 1,20 m, im Bereich des Altenteils einfach stehender Stuhl, Kopfbänder, Dachraum bis über die Auszugswohnung als Heulager genutzt.
  - Sonstiges: Abgehängtes Schauerdach an der Hofseite, u. a. für trockene und schattige Lagerung des frischen Grünfutters für die Kühe im gegenüber liegenden Wohnstallhaus (M. Hammer).
2. ↑  Raumerweiterungshalle (REH, auch „Ziehharmonika“ genannt), Zeugnis mobiler Architekturen in Elementfabrikation internationaler Tradition, in der DDR von 1959 bis 1989 von der Firma Both (seit 1972 VEB Metallbau Boizenburg) entworfen und produziert, etwa 3400 Einheiten verschiedener Ausformungen und Größen für Wohnheim-, Ferienhaus-, Restaurant-, Konsum- und sogar Kirchenfunktion entstanden in dieser Zeit zwischen Ostsee und Erzgebirge, es sind nur noch wenige Exemplare erhalten, weshalb dieses Zeugnis der Alltagskultur von Seltenheitswert und großem öffentlichen Erhaltungsinteresse ist, Funk- und Fernsehbeiträge speziell zu diesem Gohrischer Bau sowie ein Verein zur Dokumentation der DDR-Alltagskultur belegen dies evident. Dieser Bau soll Schostakowitsch-Museum werden. Die Halle, bis vor kurzem als Konsum genutzt, besteht aus zwölf sog. „Tunnel“-Elementen verschiedener Größe (von 3,15 m × 6,375 m bis 2,39 m × x 4,62 m), die teleskopartig miteinander verschachtelt sind, das sind anderthalb kombinierte Exemplare der Ausführung „Variant“ (1966–1978), deren Elemente aus leichten Stahlträgern bestehen, die mit einer Wetterschale aus eloxiertem Aluminiumblech (1,5 mm) und innen mit beschichteten Hartfaserplatten bekleidet sind, die Abdichtung der „Tunnel“-Übergänge erfolgte durch einfache, am jeweils größeren Element befestigten Gummilippen. Der Boden wurde auf einem Rahmen aus Laufschienen verlegt. Die eigenwillige „Stromlinien“-Form aus abgerundetem Dachfuß und nach innen geneigten Außenwänden kennzeichnet die Bauten dieses
„Klassikers“, von dem etwa 865 Exemplare zum Preis von je 75.000 Mark hergestellt wurden. Ineinander geschoben bildet der Grundrahmen des größten „Tunnels“ das Fahrgestell bei Transport. (Finkler, LfD/2014)
3. 1 2  Gästehaus von 1958: dreiflügliger, dreigeschossiger Putzbau (ursprünglich grauer Strukturputz) mit gestaffelter Balkonfassade (Holzlattung), dorthin mehrfach getreppter und beleuchteter Zugang, Eingangsbereich mit picassiösem Mosaik sowie „Portikus“ mit Piloti, Foyer und zwei Treppenhäuser im „Eisdielenstil“, bemerkenswerter Speisesaal (Rundbau mit umlaufenden Balkon) mit Stuckdecke aus einem gefalteten Kranz, konvex hervortretender Balkon für Redner und Musiker, aufwändiges Fußbodenmuster, Zwischentüren original, Zimmer 157 soll der Aufenthaltsort Schostakowitschs vom 12. bis 14. Juli 1960 gewesen sein, der Komponist hat hier die „Dresdner Sinfonie“ (Nr. 8) komponiert, Zimmer wurde jedoch in den 1980er Jahren stark verändert.

Erweiterungsbau von 1969: etwa 80 m davon entfernt: sachlicher, schlichter Bau mit betonter Eingangszone, Foyer ebenfalls noch „Eisdielenästhetik“, originale Lampen, grazile Treppe, Treppenhaus mit abstrakter Buntglaswand, nach Entwürfen von Rudolf Sitte, noch zwei Suiten inklusive Einrichtung sind original, jedoch von Zerstörung bedroht, auch hier übernachtete Schostakowitsch 1972.

Parkanlage. Intensiv gestaltete, gebäudenahe Bereiche: Durchkonzipierte Gartenanlage mit originalem Baumbestand und originaler Eingangssituation am Gästehaus (1958) mit Plattenwegen und Treppenanlage aus Sandstein vom Haupteingang des Gästehauses zum nördlichen Zugangstor, Stützmauern aus Sandstein nördlich des Gästehauses, kleines Wasserbecken im Hof des Gästehauses, einige prägnante Solitärbäume, Rhododendren und Ziersträucher. – Gebäudeferne Bereiche: waldartiger Gehölzbestand mit einem System aus Spazierwegen, kleinen Treppen aus Sandstein und Bänken.

Verwalterhaus mit Lehrlingsheim: zwei aneinander gebaute eingeschossige Putzbauten mit markanten Satteldächern. Störelement ist ein Garagentrakt beim Verwalterhaus.
4. ↑  Wohnstallhaus, Cunnersdorfer Straße 12

Keller: Erreichbar über einen erdgeschossigen Abstellraum, Gewölbe außerhalb der Hausgrundfläche, sauber aus Sandsteinquadern gefügt, Breite: 3,52 m, Länge: 4,77 m, Höhe: 2,05 m. Bemerkenswert sind die Sandsteinsäule und die Wände mit Nuten zum senkrechten Einschieben von Brettern zum Hochlagern von Rüben und Kartoffeln.

Erdgeschoss: Zweijochiges Umgebinde nach drei Seiten, Flur mit deutlich nachvollziehbarer Herdstelle, Stube, gegenüber Stall für Ziegen bzw. Schafe und Abstellraum mit Kellertreppe. Innere Gebäudetiefe 4,80 m, Raumhöhe bis Unterkante Deckenbalken 2,13 m, Wände zum Stall, zum Abstellraum und Ofenwand zur Stube massiv, übrige Wände Fachwerk. Einstiegesse und Rauchabzug aus Lehm entfernt, Lage nachvollziehbar. Bis auf neue Dielung in der Stube alle Fußböden aus Sandsteinplatten. Steile Holztreppe in das Obergeschoss, Bretttüren, Hauseingangstür mit großem eisernem Schieberiegel.

Obergeschoss: Flur und nach jeder Seite eine Kammer, Raumhöhe bis Unterkante Deckenbalken 1,87 m, einfache Brettlagen als Decke, über Hauseingangstür Tür zum Hinaufreichen von Heu und Stroh in den Dachboden.

Dachboden und Dach: Rest eines Taubenschlages, Kehlbalken-Sparrendach, teilweise erneuert 1999, Schieferdeckung bis 1975, danach Bitumenschindeln, ab 1999 wieder Schieferdeckung. Ein reusenartiges Netz als Zeugnis der Fischerei im Cunnersdorfer Bach ist auf dem Boden vorhanden. (M. Hammer)
5. ↑  Gutspark am ehem. Forsthof: Die Äquidistantenkarte von 1888 und die Messtischblätter von 1911, 1916, 1919 und 1920 zeigen bereits einen eingefriedeten Garten nördlich des Forsthofes, das Messtischblatt von 1942 bildet einen Park mit einem differenzierten regelmäßigen Wegesystem nordöstlich des Gärtnerhauses ab, die Gartenflächen nordöstlich und nordwestlich des Forsthofes sind als Nutzgärten dargestellt, Parkanlage mit wertvollem Altgehölzbestand aus vor allem Winter-Linde (Tilia cordata), Rosskastanien (Aesculus hippocastanum) und Rhododendren, aber auch Rot-Buche (Fagus sylvatica), Flatter-Ulme (Ulmus glabra) und Berg-Ahorn (Acer pseudoplatanus), teilweise noch ablesbares regelmäßiges Wegesystem, ehemals geschnittene Hainbuchen-Hecke (Carpinus betulus) im Nordwesten des Parks, entlang der nordwestlichen Grundstücksgrenze und im Nordosten des Parks Reste des Einfriedungszaunes: Zaunssäulen aus Sandstein, Zaunsfelder aus Holzlatten nicht mehr vorhanden, Gelände nach Nordwesten hin abfallend, Relief um das Gärtnerhauses eingeebnet und oberhalb sowie unterhalb des Gebäudes durch Böschungen abgefangen, nordwestlich des Gärtnerhauses Wasserbecken aus Sandstein in Form eines Vierpasses, vom Forsthof ausgehend erst nach Nordosten dann nach Osten führender Weg wird von einer Baumreihe aus mächtigen, mehrere hundert Jahre alten Winter-Linden (Tilia cordata) begleitet, die Gartenflächen nordwestlich des Forsthofes werden heute nicht mehr als Nutzgarten bewirtschaftet und sind mit Koniferen bestanden.
6. 1 2  Sachgesamtheit Ehemaliger Forsthof

Aus dem Lehngut, das sich seit 1556 im Besitz der Wettiner befand, entstand nach 1600 der Amtssitz der Forst- und Wildmeister. Aus dieser Zeit erhalten sind, mit womöglich noch älteren baulichen Teilen, das Herrenhaus und das Torhaus, die, hervorstechend innerhalb weiterer Nebengebäude, Mauern und altem Baumbestand, bereits wegen ihrer Größe eine städtebauliche und bildliche Dominante in Cunnersdorf darstellen und geschichtlich von überörtlicher Bedeutung sind. Nach den Besitzern ab 1776 bis ins 20. Jahrhundert wird das Anwesen auch „Friesen“-Hof genannt.

Das Herrenhaus ist ein stattlicher Bau von 22,70 m Firsthöhe und 28 m Gesamthöhe, berücksichtigt man den Reiter (Uhrenturm) des mächtigen Satteldaches. Über zwei großen Kellertonnen erhebt sich das massive Erdgeschoss aus Feldsteinmauerwerk, das an der Eingangsseite ca. 75 cm stark ist. Mehrere Kreuzgratgewölbe im Inneren bezeichnen die Standorte von Flur, Küche und Speicherräumen. Die Eingangszone wird geprägt durch ein Sitznischenportal, in dessen Bogen sich sogar noch eine Spitze andeutet. Zeitgenössisch ist auch das versetzte kurfürstliche Wappen bezeichnet 1607 mit der Inschrift „C.D.II.H.Z.S.C.F“ (Christian Der II Herzog Zu Sachsen Curfürst Fecit), als Produzent der künstlerisch anspruchsvollen Kartusche wird die Werkstatt des Renaissancebildhauers Michael Schwenke vermutet, die auch an der Pirnaer Marienkirche tätig war. Die Diele im Inneren ist beeinflusst durch das Wirken der Familie Haebler, die das Haus 1922 renovieren ließ und auf die der dortige Kamin mit dem expressionistisch anmutenden Wappen zurückgeht. Das zentrale Treppenhaus stammt aus dem 19. Jahrhundert. Die beiden Obergeschosse haben eine Fachwerkkonstruktion, die sich unter einer inzwischen angegriffenen Verschalung befindet, welche erst nach 1860 angebracht wurde. Das ursprüngliche Gebäude wies nur ein Obergeschoss – dieses u. a. mit heute erhaltenen Andreaskreuzen – auf. Es ist auf der Wetterseite massiv ersetzt. Das zweite Obergeschoss kam im 18. Jh. hinzu. Der dreigeschossige Dachstuhl, wesentlich von 1777 (incl. Reiter), ist eine Verbindung von doppelt stehender und liegender Konstruktion.

Das zweite bedeutende Gebäude des Anwesens ist das zweigeschossige massive Torhaus mit Satteldach, das sich mit Durchfahrt und Personenpforte etwa 35 m traufständig an der Straße erstreckt. Beiderseits dieser Öffnungen befinden sich im Erdgeschoss mehrschiffige Ställe mit verschiedenen Gewölbeformen (Kreuzgewölbe und Böhmisches Kappengewölbe). Auffällig ist auf der Hofseite der Treppenturm mit den abgeschrägten Fensteröffnungen, die charakteristische Renaissanceformen sind. Er führt zu den Kammern im Obergeschoss, deren erschließender Gang Anfang des 19. Jahrhunderts auf die andere Längsseite verlegt wurde. Die südöstliche Seite des Anwesens wird geschlossen durch zwei eingeschossige Bruchstein-Wirtschaftsgebäude in Reihe, die um 1820 entstanden. Nördlich des Herrenhauses befindet sich noch ein Gärtnereigebäude, das zwar zur DDR-Zeit baulich verändert wurde, aber ein Keller-Tonnengewölbe aufweist, das dessen ganzen Grundriss einnimmt. Eine Binnenmauer trennt Herrenhaus und nördliche Freifläche, auf dem Hof ist alte Pflasterung aus großformatigen Sandsteinblöcken sichtbar, eine Torsituation östlich rahmt einen Weg, der zur Hufe hinaufführt. Dahinter befindet sich der Gutspark mit altem Baumbestand und eine Gartengestaltung ist erkennbar (Finkler, LfD/2015).
7. ↑  Ehemalige Forstschreiberei bezeichnet 1857, mit Annex und feldseitigem Nebengebäude, baugeschichtlich und ortsgeschichtlich von Bedeutung. Zweigeschossiger massiver Putzbau sowohl mit spätklassizistischer Formensprache (tiefer Baukörper, rundbogige Öffnungen im Erdgeschoss, gestaltetes Kuppelfenster im Obergeschoss) als auch bereits mit Einflüssen des zeitgenössischen Schweizerstils (flaches überstehendes Satteldach, Giebelverbretterung), betonte Mittelachse mit zentralem Eingang, darüber das gen. Kuppelfenster mit Jahreszahl-Feld sowie Dachausbau mit ehem. Lukarne, das vergleichsweise aufwändige Gebäude ist regional eines der ersten, das den Schweizerstil zeigt, dieser gehört historisch einerseits zur Ikonografie der Bauaufgabe (Forstbauten), andererseits werden hier dadurch aber auch die ersten städtisch geprägten baulichen Einflüsse im dörflichen Raum verkörpert. Der Annexbau eingeschossig, rechtwinklig daran anschließend ein feldseitiges Nebengebäude, darin integriert Kellergewölbe. Die ausgebrannte gegenüberliegende Seite nicht mehr denkmalwürdig. (LfD/2015)
8. ↑  Pfarrhaus mit Pfarrgarten in Papstdorf
  - Gartenteile: südwestlich des Pfarrhauses Obstgarten mit einigen Ziersträuchern, nordwestlich des Pfarrhause und nördlich des Zugangsweges von der Kirche zum Pfarrhaus terrassierter ehem. Nutzgarten, restliche Gartenfläche von Gehölzen gerahmte offene Wiese,
  - Erschließung: Zufahrtstor aus Sandstein mit Sandsteinabdeckung und -bekrönung sowie seitlicher Pforte südlich des Pfarrhauses, im Westen von der Kirche zum Pfarrhaus führender Zugangsweg (Hohlweg) sowie von Süden entlang der Grundstücksgrenze zur Kirche führender Hohlweg,
  - Einfriedung: Holzlattenzaun mit Sandsteinpfosten, auch entlang des von der Kirche zum Pfarrhaus führenden Weges, an der östlichen Südgrenze ohne Zaunsfelder, Gelände nach Süden hin abfallend, südlich des Pfarrhauses mehr als 2 m hohe Stützmauer aus Sandstein mit Holzlattenzaun, terrassierter Nutzgarten: Terrassen mit Sandsteinplatten abgefangen und durch kleine Treppchen aus Sandstein erschlossen,
  - Vegetation: im Norden des Nutzgartens dominierende Stiel-Eiche (Quercus robrur) und Linde (Tilia spec.), südlich des Tores riesige Stiel-Eiche (Quercus robrur), im gesamten Pfarrgarten verschiedene Ziergehölze u. a. Flieder (Syringa vulgaris) und Hasel (Corylus avellana), eine historische Abbildung von 1927 zeigt einen Holzpavillon oberhalb der Treppenachse im Nutzgarten, der heute aber nicht mehr vorhanden ist.